# IC 1117
IC 1117 ist eine Spiralgalaxie vom Hubble-Typ S im Sternbild Schlange am Nordsternhimmel. Sie ist schätzungsweise 315 Millionen Lichtjahre von der Milchstraße entfernt.
Das Objekt wurde am 8. Juli 1891 von Stéphane Javelle entdeckt.